# 屈地街

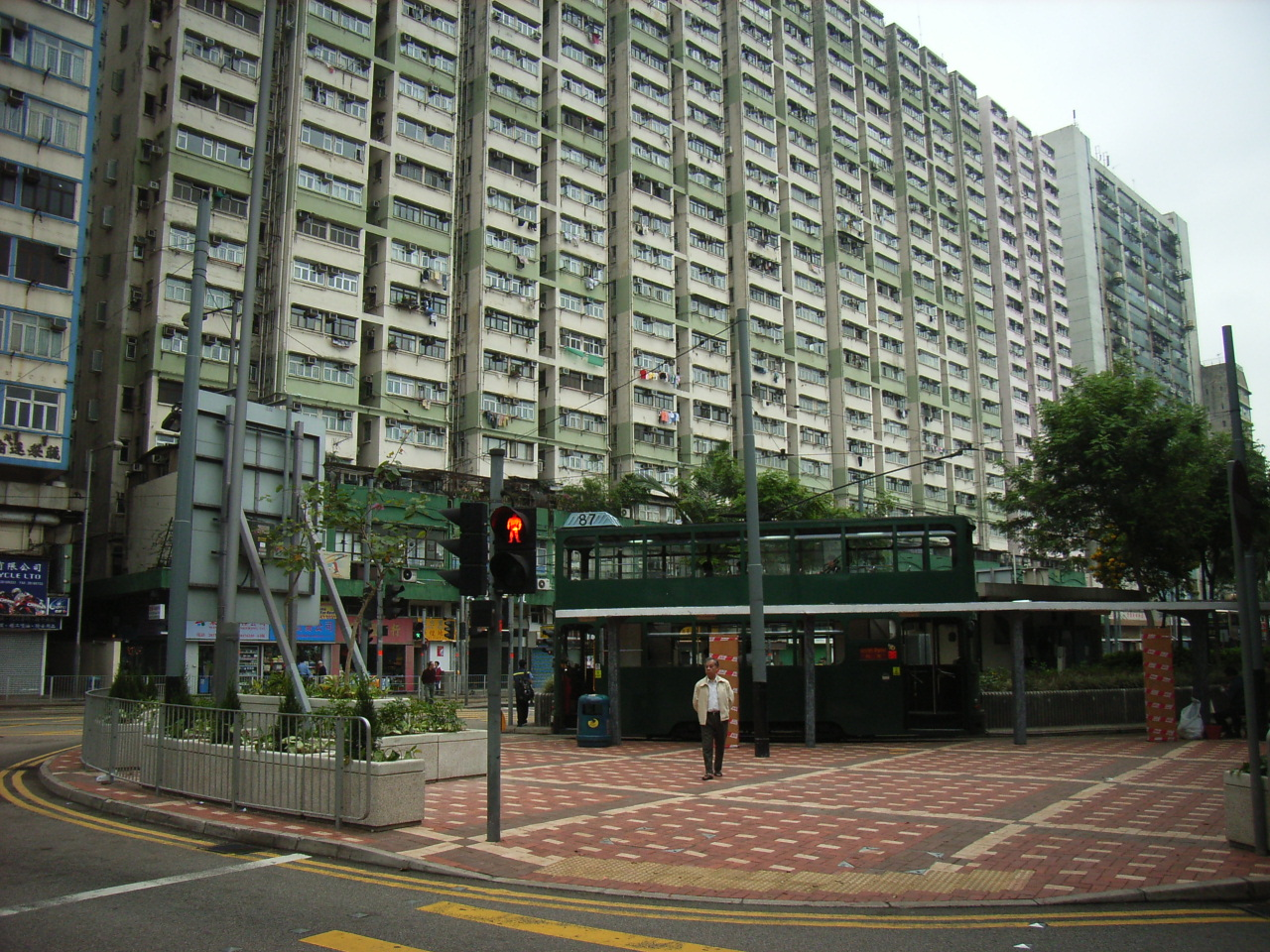
山道付近にある石塘咀停留所。背後に均益大廈（一期）が見える

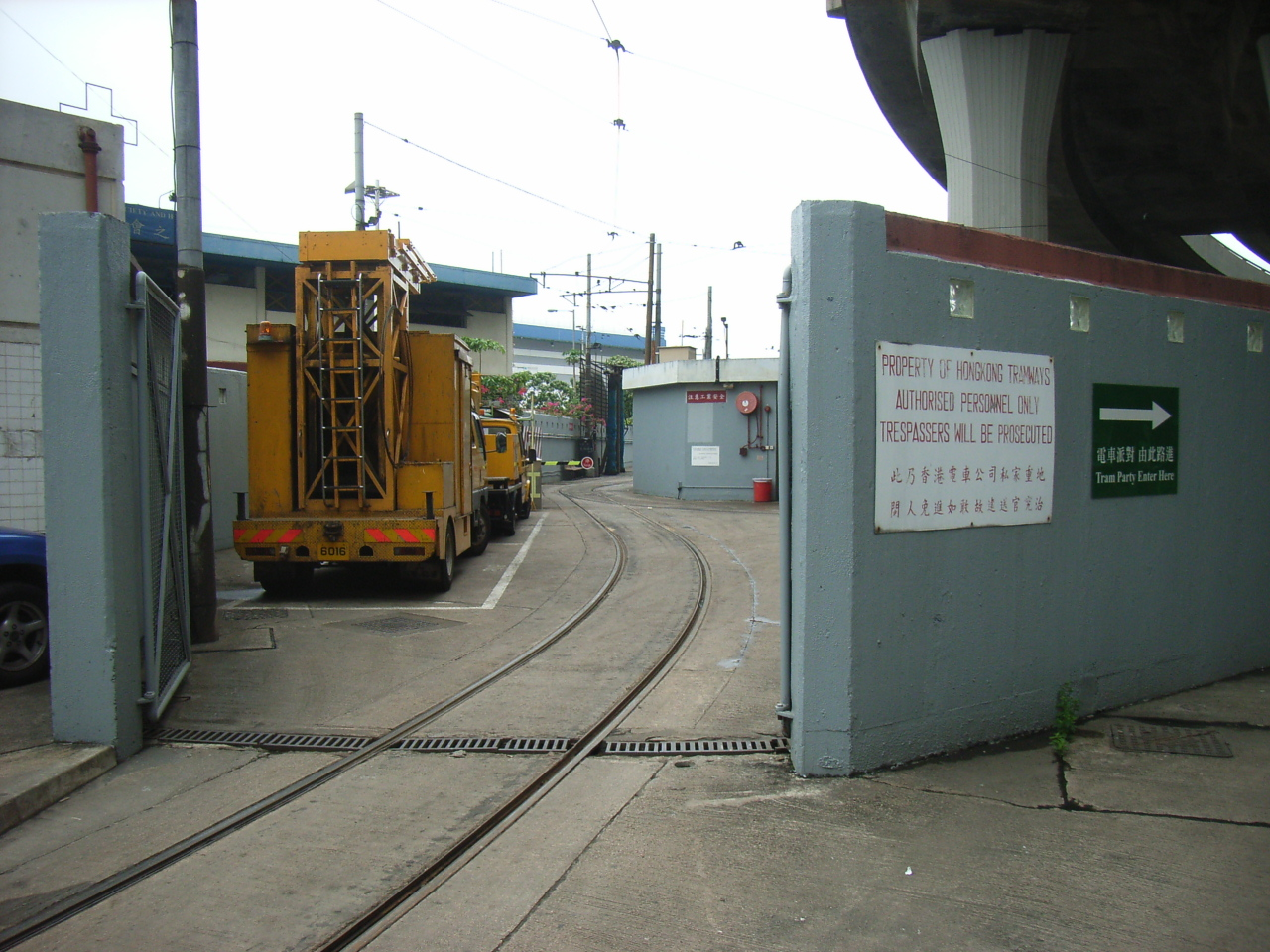
屈地街車庫の入口

屈地街 (ウィッティ・ロード、英語: Whitty Street) は、香港にある道路であり、香港島石塘咀に位置する。皇后大道西から德輔道西を通り、干諾道西まで南北方向に走っており、一方通行である。

## 名称
屈地街は、建設当時、香港中華ガスの工場の隣にあり、その初代社長である理屈地 (R.C. Whitty) の名をとって命名された。
日本統治時代には、日本化政策の一環として、屈地街は「蔵前区役所前」に改められた。

## 交通
香港トラムは屈地街付近に、7つある主要停留所の1つ、屈地街停留所を設置している。
香港MTRは、1970年代の港島線建設時に、屈地街一帯の地下に「屈地駅」を設置する計画であった。しかし、最終的には屈地街よりも南の香港大学の地下に移され、今日の香港大学駅となっている。屈地街の出口とは駅のホールから長い地下通路でつながっている。屈地街の創業商場や付近にある太平洋廣場にも出口用のスペースが残されているが、現在は設置されていない。

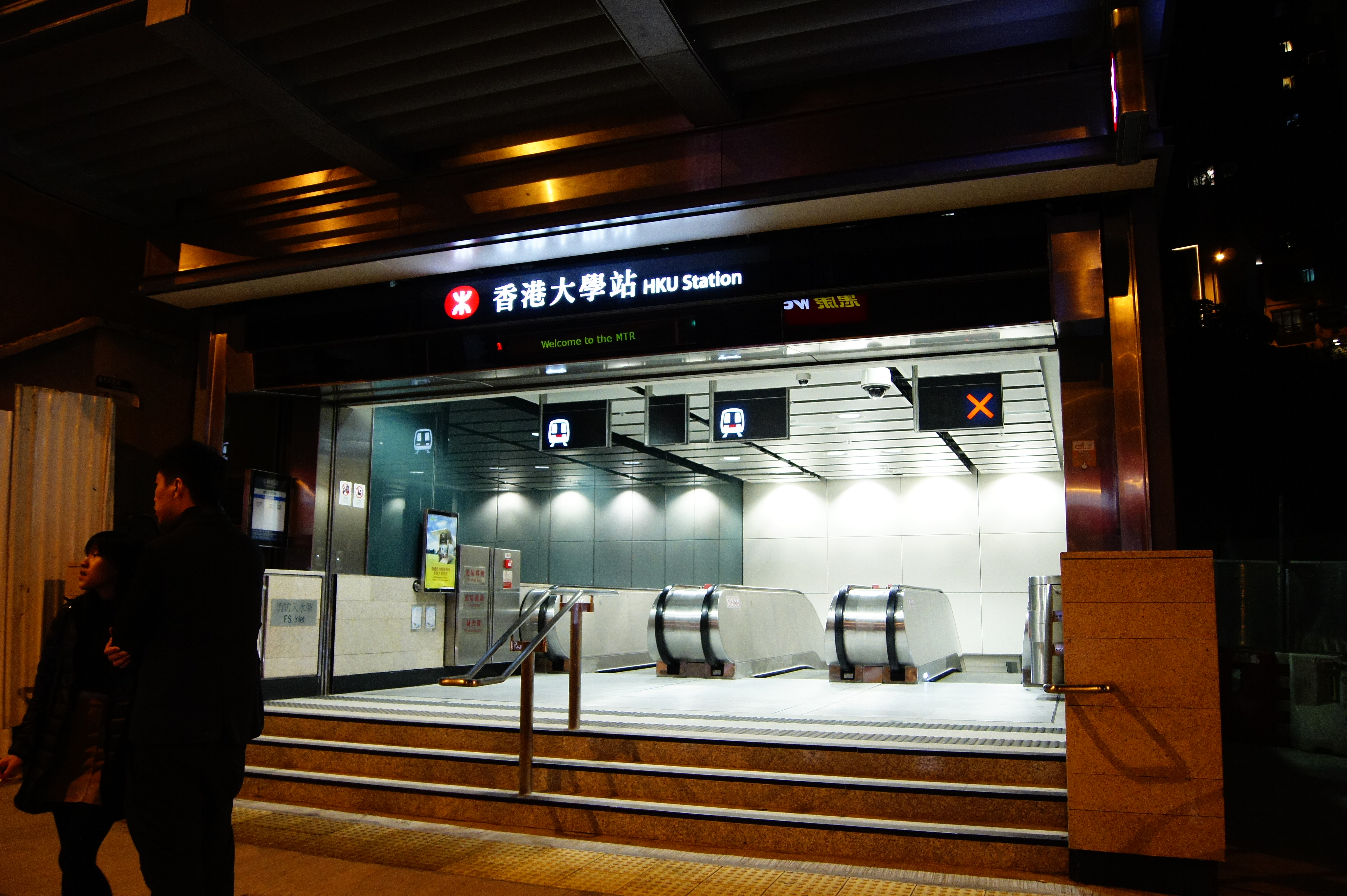
MTR香港大学駅B1出口（公衆トイレ跡地）
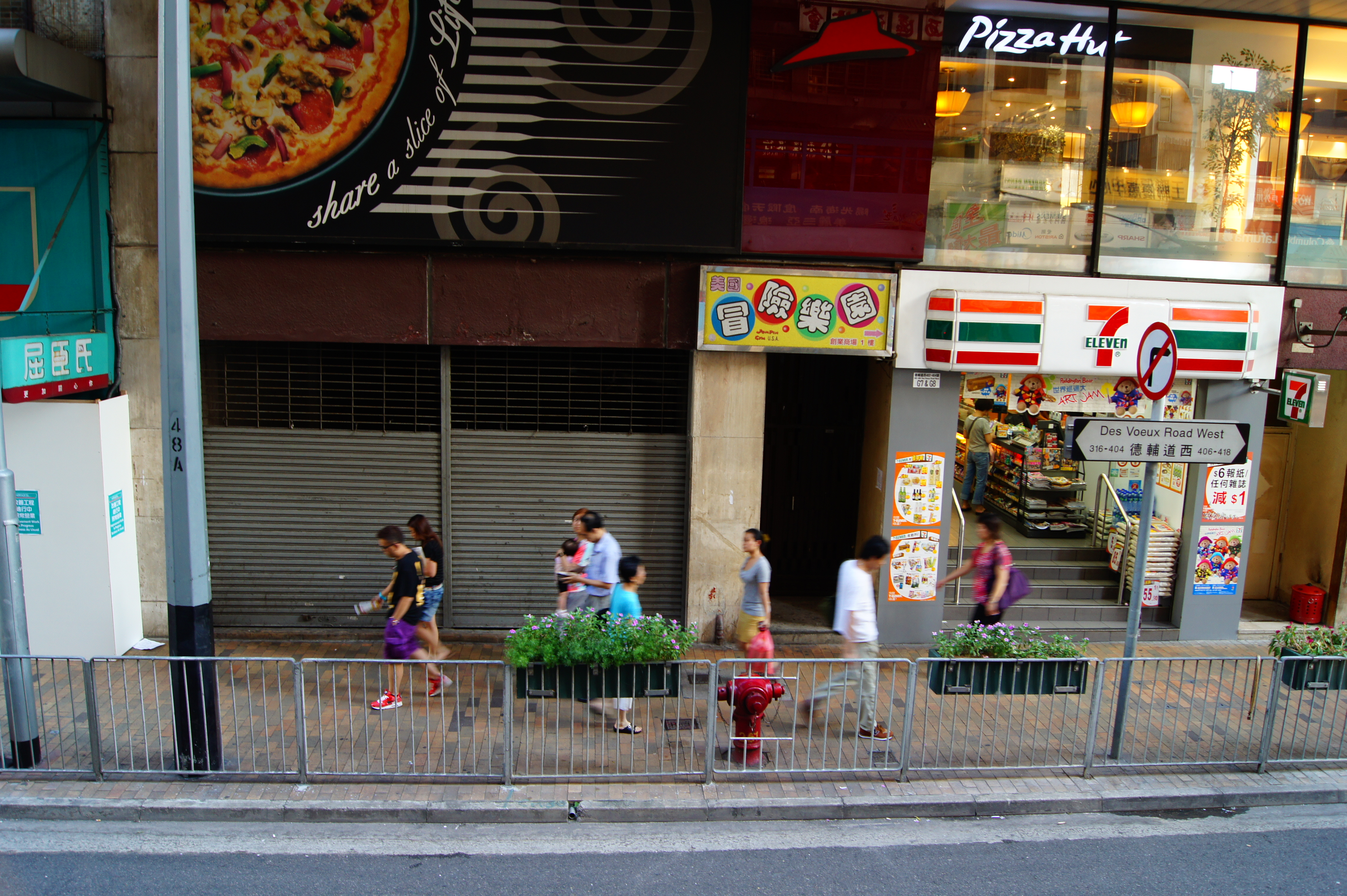
創業商場にある出口計画地（未使用）
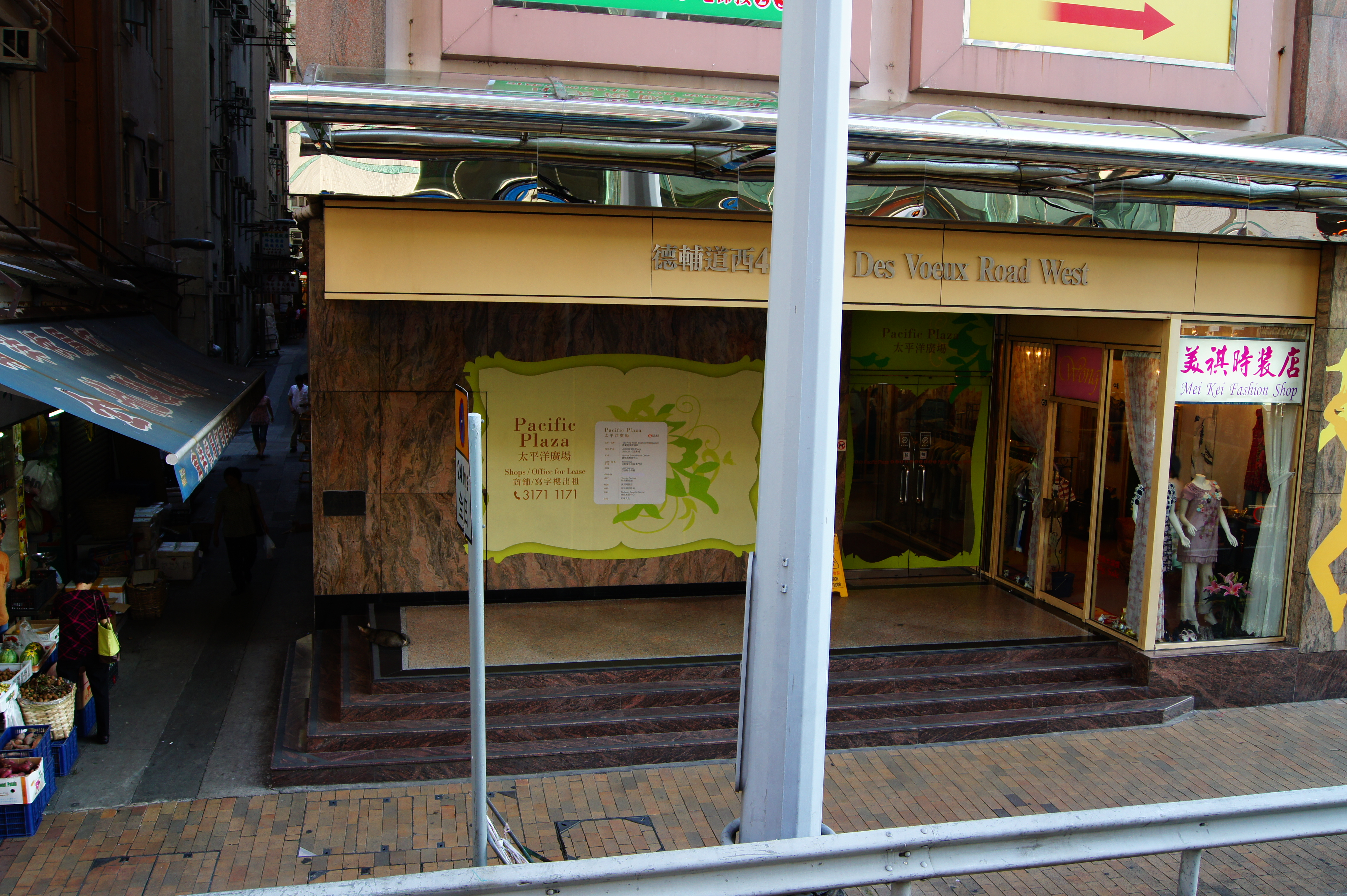
太平洋廣場にある出口計画地（未使用）

## 主要建築物
- 香港商業中心
- 創業商場
- MTR香港大学駅B1出口（元公衆トイレ）
- 假日城